# Мороз (полуостров)
Мороз (англ. Moroz Peninsula) — полуостров в Канаде.  Расположен на озере Уошикамио в провинции Саскачеван, в центральной части страны, в 2600 км к западу от столицы Оттавы. Высота над уровнем моря — 439 метров.
Территория полуострова почти необитаема: на 1 квадратный километр приходится менее 2 человек. Полуостров находится в бореальной климатической зоне. Среднегодовая температура в этом районе составляет —2° С. Самый жаркий месяц — июль, когда средняя температура составляет 15 °C, самый холодный — февраль со средней температурой —20 °C.